# 托马斯·福特
托马斯·福特（英語：Thomas Ford，1992年10月3日—），英国男子赛艇运动员。他曾代表英国参加2020年夏季奥林匹克运动会赛艇比赛，获得男子八人单桨有舵手铜牌。